# Sideman
Sideman é um músico profissional que é contratado para se apresentar ou gravar com um grupo a qual ele não integra. É também conhecido como músico freelancer. Sidemans geralmente se adaptam a vários estilos musicais diferentes, sendo capazes de se encaixar sem problemas em qualquer grupo em que sejam contratados para tocar 
Alguns sidemans tornaram-se famosos por suas especialidades musicais, e tornaram-se muito procurados por bandas de pop, rock, blues, jazz e música country. Exemplos destes incluem multi-instrumentistas. David Lindley é um multi-instrumentista que já trabalhou com diversos músicos tais como Curtis Mayfield, Dolly Parton, Jackson Browne, e Hani Naser. Lindley usou seu tempo como sideman para descobrir e dominar novos instrumentos enquanto participava de turnês ao redor do mundo, tornando-se proficiente em instrumentos étnicos raramente vistos em gêneros musicais ocidentais. Ele dominou tantos que admite que perdeu a conta.
Muitas vezes sidemans formam seus próprios grupos e / ou carreiras solo; por exemplo, John Lennon, Paul McCartney, George Harrison e Pete Best trabalharam como sidemans para Tony Sheridan antes de se tornarem famosos como The Beatles, com a chegada de Ringo Starr. Jimmy Page abandanou seus primeiros trabalhos em bandas, para aprimorar suas habilidades como músico de sessão, o que o levou a encontrar John Paul Jones e procurar e convidar Robert Plant e John Bonham para formar a banda Led Zeppelin. A primeira canção gravada por Bob Dylan foi como sideman harmônico no cover de Harry Belafonte da canção tradicional folk "Midnight Special".